# Župnija Šentrupert
Župnija Šentrupert je rimskokatoliška teritorialna župnija dekanije Trebnje škofije Novo mesto.
Župnijska cerkev je cerkev svetega Ruperta, po kateri je dobilo naselje tudi ime. Župnijo upravljajo don boskovi salezijanci.

## Zgodovina
Župnija je bila ustanovljena okoli leta 1040, ko je takrat Sveta Ema Krška tu zgradila cerkev svetega Ruperta, ki je postala župnijska cerkev. Tako je župnija Šentrupert ena najstarejših župnij na Dolenjskem.
Naslednji pomembnejši dogodek se je zgodil leeta 1163, ko je tu potekalo kapiteljsko posvetovanje oglejskega patriarha Ulrika II. in drugih visokih krajevnih cerkvenih dostojanstvenikov.
Leta 1393 je takratni Celjski grof, Herman II. Celjski, prevzel patronsko pravico nad župnijo, ki je ostala v njihovi lasti, dokler ni bil leta 1456 umorjen Ulrik II. Celjski in je nato po dedni pogodbi celotno posestvo prevzel Friderik III. Habsburški kot vodja Habsburžanov. Le-ta je nato ustanovil še novomeško proštijo, prošt pa je postal takratni šentruperski župnik Jakob Turjaški. Ta je leta 1497 dokončal gradnjo cerkve, a je pomen Šentruperta nato začel upadati.
Kmalu zatem so zaradi grožnje turških vpadov cerkev spremenili v močni tabor, katerega obzidje je še danes prisotno.
Do 7. aprila 2006, ko je bila ustanovljena škofija Novo mesto, je bila župnija del nadškofije Ljubljana. 

## Sakralni objekti
- Cerkev sv. Ruperta, Šentrupert (župnijska cerkev)
- Cerkev sv. Frančiška Ksaverja, Vesela Gora
- Cerkev sv. Kancijana, Gorenje Jesenice
- Cerkev sv. Duha, Viher
- Cerkev sv. Barbare, Okrog
- Cerkev sv. Križa, Veliki Cirnik
- Cerkev sv. Neže, Zaloka
- Kapela sv. Križa, Šentrupert